# ۱۱۲۲ (خورشیدی)
۱۱۲۲ هزار و صد و بیست و دومین سال هجری خورشیدی است.